# 阿斯森西昂·埃斯基韋爾·伊瓦拉
阿斯森西昂·埃斯基韋爾·伊瓦拉（西班牙語：Ascensión Esquivel Ibarra，1844年5月10日—1923年4月15日）是一名尼加拉瓜裔哥斯大黎加律師、政治人物，1902年至1906年擔任哥斯大黎加總統。埃斯基韋爾於1869年加入哥斯大黎加國籍。
他也是一名律師和大學教授。總統任期結束後，他於1917年至1920年擔任哥斯大黎加最高法院院長。

## 職業生涯
他於1889年首次競選總統，但被何塞·華金·羅德里格斯·澤萊頓擊敗。在1901年的選舉中，他接受競選總統的挑戰，並最終獲勝。這是他第二次參加總統競選，1902年是他唯一一次擔任總統。
他的政府必須假設一個國家的經濟仍然疲軟且不發達。然而，他的政府成功地推動通往太平洋的鐵路的發展，並確定國歌的歌詞。